# András Sallay
András Sallay (* 15. Dezember 1953 in Budapest) ist ein ehemaliger ungarischer Eiskunstläufer, der im Eistanz startete.
Seine Eistanzpartnerin war Krisztina Regőczy. Das Eistanzpaar wurde von Betty Callaway trainiert. Ihr Debüt bei Europameisterschaften hatten Regőczy und Sallay 1970, ihr Debüt bei Weltmeisterschaften 1973. Beide Male belegten sie den 13. Platz. 1976 verpassten sie als Vierte eine Medaille bei der Welt- und Europameisterschaft nur knapp. In Innsbruck beendeten sie die ersten Olympischen Spiele, bei denen Eistanz im Programm war, auf dem fünften Platz. Bei der Europameisterschaft 1977 errangen sie mit Silber hinter Irina Moissejewa und Andrei Minenkow aus der Sowjetunion ihre erste bedeutende internationale Medaille. Ein Jahr später gewannen die Ungarn sowohl bei der Europameisterschaft wie auch bei der Weltmeisterschaft die Bronzemedaille. Den Gewinn von Bronze wiederholten sie bei der Europameisterschaft 1979. Wenig später wurden sie Vize-Weltmeister hinter Natalja Linitschuk und Gennadi Karponossow aus der Sowjetunion. Das Jahr 1980 bildete den krönenden Abschluss ihrer Karriere. Regőczy und Sallay wurden zum neunten Mal in Folge ungarische Eistanzmeister. Die Europameisterschaft beendeten sie als Vize-Europameister hinter Linitschuk und Karponossow. Auch bei den Olympischen Spielen in Lake Placid mussten sich die Ungarn nur Linitschuk und Karponossow geschlagen geben und gewannen somit olympisches Silber. Der größte Erfolg folgte mit dem Gewinn des Weltmeistertitels in Dortmund. Dabei bezwangen sie ihre beiden größten Konkurrenten Moissejewa und Minenkow sowie Linitschuk und Karponossow. Es war der erste und bisher einzige Weltmeisterschaftstitel für Ungarn im Eistanz und der erste WM-Sieg eines nichtsowjetischen Eistanzpaares seit 1969, als die Briten Diane Towler und Bernard Ford gewannen. Danach beendeten Regőczy und Sallay ihre Amateurkarriere, wechselten zu den Profis und liefen einige Jahre für die Eisrevue Ice Follies.

## Ergebnisse

### Eistanz
(mit Krisztina Regőczy)
| Wettbewerb / Jahr          | 1970 | 1971 | 1972 | 1973 | 1974 | 1975 | 1976 | 1977 | 1978 | 1979 | 1980 |
| -------------------------- | ---- | ---- | ---- | ---- | ---- | ---- | ---- | ---- | ---- | ---- | ---- |
| Olympische Winterspiele    |      |      |      |      |      |      | 5.   |      |      |      | 2.   |
| Weltmeisterschaften        |      |      |      | 13.  | 6.   | 6.   | 4.   | 4.   | 3.   | 2.   | 1.   |
| Europameisterschaften      | 13.  | 14.  | 11.  | 10.  | 7.   | 6.   | 4.   | 2.   | 3.   | 3.   | 2.   |
| Ungarische Meisterschaften |      |      | 1.   | 1.   | 1.   | 1.   | 1.   | 1.   | 1.   | 1.   | 1.   |